# 東方キャノンボール
『東方キャノンボール』（とうほうキャノンボール）はアニプレックスより配信されていた「東方Project」の公認二次創作スマートフォン用ゲームアプリ。その子会社であるQuatro Aにより開発・運営されていた。サービス期間は2019年10月1日 - 2020年10月14日。

## ゲームシステム
サイコロを振り何かしらの条件をクリアしてゴールを目指す簡素なもので、物によっては長時間かかるものもあった。また闘技場というモードではプレイヤー同士がオフラインで戦いD～Aランクのスコアにみあった報酬が送られた。

## 登場キャラクター

### プレイアブルキャラクター
記載順は高麗野あうんまでは初期実装のためキャラクターの初出作品のリリース順、以下キャラクターの実装順に記載。
- 博麗霊夢（声 - 鬼頭明里）
- 霧雨魔理沙（声 - 飯沼南実）
- チルノ（声 - 花井美春）
- パチュリー・ノーレッジ（声 - 渕上舞）
- 十六夜咲夜（声 - 青木瑠璃子）
- レミリア・スカーレット（声 - 田村ゆかり）
- フランドール・スカーレット（声 - 山下七海）
- レティ・ホワイトロック（声 - 井澤美香子）
- アリス・マーガトロイド（声 - 斎藤千和）
- 魂魄妖夢（声 - 和氣あず未）
- 西行寺幽々子（声 - 茅野愛衣）
- 八雲藍（声 - 立花理香）
- 八雲紫（声 - ゆかな）
- リグル・ナイトバグ（声 - 咲々木瞳）
- ミスティア・ローレライ（声 - 朝井彩加）
- 因幡てゐ（声 - 井澤詩織）
- 鈴仙・優曇華院・イナバ（声 - 田所あずさ）
- 河城にとり（声 - 本渡楓）
- 多々良小傘（声 - 小澤亜李）
- 村紗水蜜（声 - 夏吉ゆうこ）
- 蘇我屠自古（声 - 白石晴香）
- 物部布都（声 - 小松未可子）
- 今泉影狼（声 - 内田秀）
- 稀神サグメ（声 - 東城日沙子）
- 高麗野あうん（声 - 楠木ともり）
- ルーミア（声 - 大橋彩香）
- 紅美鈴（声 - 桑原由気）
- 橙（声 - 夏川椎菜）
- 射命丸文（声 - 伊藤かな恵）
- ルナサ・プリズムリバー（声 - 矢野妃菜喜）
- 上白沢慧音（声 - 内山夕実）
- 藤原妹紅（声 - 松井恵理子）
- メルラン・プリズムリバー（声 - 春野杏）
- 星熊勇儀（声 - 吉森未沙希）
- 東風谷早苗（声 - 堀江由衣）
- 八意永琳（声 - 大原さやか）
- 蓬莱山輝夜（声 - 石見舞菜香）
- リリカ・プリズムリバー（声 - 花守ゆみり）
- ドレミー・スイート（声 - 悠木碧）
- 犬走椛（声 - 白石涼子）
- 風見幽香（声 - 伊藤静）
- 四季映姫・ヤマザナドゥ（声 - 水橋かおり）
- 清蘭（声 - 藤井ゆきよ）
- 鈴瑚（声 - 田中あいみ）
- 小野塚小町（声 - 戸松遥）
- 洩矢諏訪子（声 - 藤田茜）
- 八坂神奈子（声 - 行成とあ）
- 伊吹萃香（声 - 井口裕香）
- ナズーリン（声 - 岡咲美保）
- 古明地こいし（声 - 豊崎愛生）
- 寅丸星（声 - 下屋則子）
- 古明地さとり（声 - 花澤香菜）
- 水橋パルスィ（声 - 井上麻里奈）
- 聖白蓮（声 - 遠藤綾）
- メディスン・メランコリー（声 - 鈴木絵理）
- 比那名居天子（声 - 雨宮天）
- 永江衣玖（声 - 大西沙織）
- 堀川雷鼓（声 - 鈴代紗弓）
- 火焔猫燐（声 - 上坂すみれ）
- 霊烏路空（声 - 金元寿子）

### NPC
- 森近霖之助（声 - 鈴村健一）
- 稗田阿求（声 - 高野麻里佳）
- 鍵山雛（声 - 種崎敦美）
- 依神女苑（声 - 木村珠莉）
- 依神紫苑（声 - 森永千才）